# Сан-Бенедетто-ин-Периллис
Сан-Бенедетто-ин-Периллис (итал. San Benedetto in Perillis) — коммуна в Италии, расположена в регионе Абруццо, подчиняется административному центру Л’Акуила.
Население составляет 133 человека (на 2005 г.), плотность населения составляет 6,97 чел./км². Занимает площадь 19,08 км². Почтовый индекс — 67020. Телефонный код — 0862.
Покровителем коммуны почитается святой Бенедикт Нурсийский. Праздник ежегодно празднуется 21 марта.